# Nicolas de Hanapes
Nicolas de Hanappes, né vers 1225 à Hannappes, dans les Ardennes (France), et mort en mer, au large de Saint-Jean-d'Acre, le 18 mai 1291, était un prêtre dominicain, et prélat français. Dernier patriarche latin de Jérusalem (avec résidence à Acre) il est également un auteur spirituel reconnu. 

## Biographie

### Dominicain et prélat
Entré dans l'ordre des dominicains à Reims, il poursuit des études de théologie au couvent de Saint-Jacques à Paris. Il se lie d’amitié, vers 1260, avec Latino Malabranca Orsini, devenu plus tard (1278) cardinal-évêque d'Ostie.  
On attribue à cette amitié la promotion de Hanappes comme pénitencier apostolique à Rome et, en 1288 sa nomination, par Nicolas IV comme Patriarche de Jérusalem (30 avril 1288).
Nicolas de Hanappes trouve les affaires de la chrétienté latine en Terre sainte dans un état dramatique. Jérusalem étant aux mains des Turcs depuis 1187 il prend résidence à Saint-Jean-d'Acre; il est également légat pontifical pour la Syrie, Chypre et l’Arménie.

### Chute de Saint-Jean d’Acre
En avril 1289, lorsque le sultan Mamelouk Qala'ûn prend la ville de Tripoli et massacre la totalité de sa population, la survie d'Acre, comme dernier bastion du royaume de Jérusalem, est menacée. Le pape envoie quelques renforts et tente d'organiser une nouvelle croisade. Lorsque le roi Édouard Ier d'Angleterre et quelques princes se décident à ‘prendre la croix’ il est déjà trop tard. 
Le siège de Saint-Jean-d'Acre par le sultan Al-Ashraf Khalil commence en avril 1291.  Après un mois de combats, le 12 mai 1291, les sarrasins entrent dans la ville. Nicolas de Hanappes se trouve parmi les nombreuses victimes qui meurent noyées en tentant de fuir par la mer la ville conquise par les Mamelouks.(18 mai 1291). 

## Œuvres
- Son œuvre principale Liber de exemplis sacre scripturae composée entre 1260 et 1278 a un grand succès. L’ouvre présente des milliers d’exemples tirés exclusivement de la Bible qui permettent aux prédicateurs d’illustrer leur enseignement sur les vertus et les vices, et d’aider les fidèles è se comporter chrétiennement dans la vie publique et privée, y compris au moment de la mort.

Il fut imprimé pour la première fois à Venise en 1477 et attribué à saint Bonaventure. Il est fréquemment réédité sous des titres divers. Ainsi : Summa virtutum et viciorum (Cologne 1544, et Paris 1548), Virtutum vitiorumque exempla ex universo divinae scripture promptuario desumta, Flores biblici, Exempla biblica (Augsbourg, 1726), ou simplement comme ‘Bible des pauvres’ (Biblia pauperum), sans doute parce que ces récits étaient facilement compris, et parce que les éditeurs, les avaient rangés par ordre alphabétique.
Il est traduit en langue vernaculaire. En français par Tyron: le Promptuaire des exemples des vertus et des vices (Anvers, 1520). En anglais par Paynel : The Exemples of virtue and vice (Londres, 1561). 
- Une série de 99 sermons (un ‘’Quadragesimale’). Les ‘Praedicationes’’ sont conservés à la bibliothèque Saint-Marc, de Florence).
- La Bibliothèque Municipale de Bruges (Openbare Bibliotheek Brugge) en Flandres tient une copie manuscrite (Ms. 270) du 'Liber de exemplis sacre scripturae' datant du XVe siècle provenant de l'abbaye cistercienne des Dunes.